# Shinsengumi
Shinsengumi (新選組 (Tân Tuyển Tổ)) (còn được gọi là Tân Đảng) là lực lượng cảnh sát được thành lập để trấn áp các thế lực chống đối Mạc Phủ Tokugawa, và giữ nhiệm vụ trị an cho kinh đô Kyoto vào cuối thời kỳ Edo; đây còn là tổ chức quân sự đã chiến đấu trong chiến tranh Mậu Thìn với tư cách là thành viên của tàn quân Mạc Phủ. 

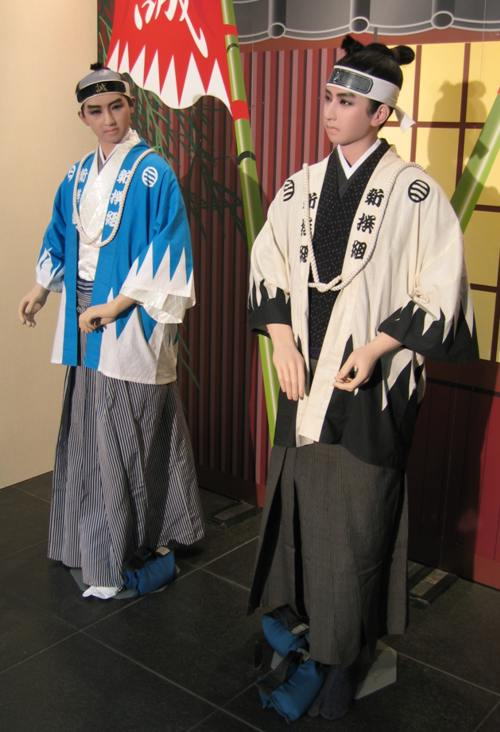
Hình nhân mặc kiểu đồng phục của Shinsengumi

Ngoài ra, tên của nhóm được ghi song song hai chữ "Tuyển (選)" và "Soạn (撰)", cùng đọc là "sen". Bản thân cục trưởng Kondō Isami cũng sử dụng song song hai chữ này.

## Bối cảnh
Cuối thời kỳ Edo, Nhật Bản bị buộc phải mở cửa kể từ sau chuyến viếng thăm của Phó đề đốc Hải quân Hoa Kỳ là Matthew Perry năm 1853, tình hình chính trị của nước này ngày càng trở nên hỗn loạn. Đất nước bị chia thành nhiều phe phái chính trị phần lớn hoạt động tại Kyoto – trung tâm chính trị cốt yếu cả nước, nơi tập trung rất nhiều chí sĩ phái quá khích thuộc phong trào Tôn hoàng nhương di và Tôn hoàng đảo Mạc đến từ các phiên, khiến cho việc trị an ngày càng xấu dần, một trong những trường phái tư tưởng (đã tồn tại từ trước khi Perry tới) là sonnō jōi ("Tôn hoàng nhương di)."
Những người ban đầu đi theo tư tưởng này bắt đầu thực hiện các hành động ám sát và bạo lực ở kinh đô Kyoto. Từ trước đến giờ việc duy trì trị an ở Kyoto đều thuộc quyền của hai cơ quan chính là Kyōto Shoshidai (Kinh Đô Sở Tư Đại) và Machibugyō (Đinh Phụng Hành) mà cho đến cuối thời Mạc Phủ không thể kiểm soát nổi. Hy vọng chống lại xu hướng này và để đảm bảo an ninh trật tự, Mạc Phủ cho thành lập lực lượng cảnh sát lâm thời Rōshigumi (浪士組; ‘’Lang Sĩ Tổ’’) sau đổi tên thành Shinsengumi, một nhóm gồm 234 lãng nhân (rōnin), dưới quyền chỉ huy trên danh nghĩa của cơ quan trị an tối cao là Shugo (Thủ Hộ) do phiên chủ Aizu Matsudaira Katamori đảm nhiệm và người đứng đầu thực sự là Kiyokawa Hachirō (chí sĩ xuất thân từ phiên Shonai). Nhiệm vụ chính của đội này là bảo vệ Tokugawa Iemochi, shogun thứ 14, người chuẩn bị lên tàu đến thăm Kyoto. Shinsengumi là một tổ chức tương tự như Mikaigumi. Tuy nhiên, Shinsengumi thực ra chỉ là lực lượng phi chính quy (cốt canh giữ Phiên Aizu) mà thành phần chính là ronin (bao gồm võ sĩ, thị dân và nông dân), trái ngược với Mikaigumi là lực lượng chính quy mà thành phần chính là gia thần Mạc Phủ. 
Số thành viên ban đầu tất cả là 24 người đều xuất thân từ nhóm Miburoshigumi, thời toàn thịnh Shinsengumi có tới hơn 200 thành viên. Nhiệm vụ chính của nhóm là truy đuổi và lùng bắt các võ sĩ phiêu bạt đang hoạt động ngầm tại Kyoto, đồng thời chịu trách nhiệm tuần tra, phòng vệ kinh thành, hộ tống các quan chức cao cấp của Mạc Phủ và trấn áp phản loạn. Ngoài ra, chính quyền Mạc Phủ còn buộc giới thương nhân phải chu cấp kinh phí hoạt động cho nhóm, kế đến nhóm còn lặp đi lặp lại nhiều lần các cuộc giao chiến nội bộ thảm khốc nhằm thanh trừng những kẻ vi phạm nội quy trong đội. Kẻ thù lớn nhất của Shinsengumi là các ronin và samurai được phe bảo hoàng của gia tộc Mori ở Chōshū bảo trợ (và sau này, là những đồng minh cũ gia tộc Shimazu ở Satsuma.)
Vào tháng 6 năm Keiō thứ 3 (1867), Shinsengumi được thâu nạp làm gia thần Mạc Phủ, tới năm sau cuộc chiến tranh Mậu Thìn bắt đầu bùng nổ thì nhóm chính thức gia nhập quân đội cựu Mạc Phủ tham chiến, thế nhưng liên tiếp thua trận, dẫn đến bất ổn nội bộ khiến cho từng thành viên lần lượt bỏ đi, cuối cùng chiến tranh chấm dứt, Shinsengumi buộc phải ra đầu hàng quân chính phủ rồi tự giải tán. 
Do thuộc hai bên chiến tuyến khác nhau nên Shinsengumi trở thành phe đối địch chính yếu với phái đảo Mạc được lập nên là chính phủ Minh Trị, ngoài ra Shinsengumi còn trở thành tâm điểm xoay quanh những nghiên cứu của giới sử học trong các năm gần đây mà phần lớn đều tỏ lòng thương tiếc. Lịch sử sống động cộng vẻ hào hùng của nhóm đã để lại nhiều ảnh hưởng to lớn đến người hâm mộ hiện tại thông qua các tác phẩm văn học hư cấu, phim truyền hình, manga, anime, game, tiểu thuyết và chuyện kể kiểu kōdan có từ thời Minh Trị cùng nhiều trước tác có liên quan sẽ được đề cập sau. Chúng còn thu hút sự chú ý cao độ từ nam nữ già trẻ, rất nhiều người hâm mộ đã tới viếng mộ các thành viên của Shinsengumi.

## Lịch sử

### Hình thành
Năm Bunkyū thứ 2 (1862), Chí sĩ Kiyokawa Hachirō đến từ Phiên Shonai dâng kiến sách lên Mạc phủ Edo, nhân dịp tướng quân Tokugawa Iemochi lên kinh diện thánh, với mục đích tuyển mộ lang sĩ được Mạc phủ tài trợ trên danh nghĩa hộ tống tướng quân.
Ngày 27 tháng 2 năm Bunkyū thứ 3 (1863), Kiyokawa tuyển được hơn 2000 lang sĩ (rōshi) lập thành một nhóm mang tên Rōshigumi, dưới sự chỉ huy của 13 thành viên chủ chốt về sau trở thành 13 sáng lập viên của Shinsengumi. Trước khi tướng quân lên kinh, cả nhóm chia nhau đóng quân ở hướng tây đường Nakasen, chủ quản Rōshigumi gồm các chí sĩ nổi tiếng đương thời là Matsudaira Kazusanosuke, Udono Kyūō, Kubota Shigekatsu, Yamaoka Tetsutarō, Matsuoka Yorozu, ChyūJō Kinnosuke và Sasaki Tadasaburo đồng nhậm chức. Kiyokawa Hachirō hiểu rõ thế lực Cần Vương, lúc đó Rōshigumi phát hiện ra bản kế hoạch do binh lực thuộc hạ Thiên Hoàng sử dụng. Kết quả diễn ra hội nghị giữa các viên chủ quản của Rōshigumi, nhằm ngăn chặn kế hoạch của Kiyokawa, Rōshigumi đã trở về Edo. Ít lâu sau xuất hiện mầm mống bè phái và đối đầu gay gắt trong nhóm bao gồm phái Shieikan mà trung tâm là Kondō Isami và Hijikata Toshizō, phái Suido mà trung tâm là Serizawa Kamo, vì cố gắng bảo vệ tướng quân mà họ chủ trương lưu lại Kyoto.
Udono Kyūō ban chỉ thị chiêu mộ những người lưu lại giao cho hai đội viên Iesato Tsuguo và Tonouchi Yoshio của Rōshigumi thực hiện, đáp lại chỉ có phái Shieikan và Suido, còn lại một phái dưới quyền Iesato là Negishi Yūzan thuộc làng Mibu ở Kyoto, phái Negishi Yūzan ly khai ngay sau đó, khiến Iesato và Tonouchi quyết định tẩy chay họ. Tháng 3 cùng năm, với mục đích thực hiện quyết định nhương Di căn cứ vào chính sách Công Vũ hợp thể, tiền thân của Shinsengumi là bắt nguồn từ nhóm Miburōshigumi. Mặt khác, những thành viên trung thành với Mạc phủ Tokugawa thì trở về Edo và thành lập nhóm Shinchōgumi (新徴組) (‘’Tân Trưng Tổ’’). Các thành viên Shinsengumi ban đầu được gọi là Miburō (壬生浪) (‘’Nhâm Sinh Lang’’), nghĩa là "ronin của Mibu", trụ sở của Miburōshigumi đóng ở dinh Yagi và Maekawa ở làng Mibu thuộc vùng ngoại ô Kyoto, tiến hành tuyển mộ thành viên đợt đầu tiên. Kết quả hình thành một tập thể khoảng 36 người, quan Thủ Hộ Kyoto là Matsudaira Katamori chủ yếu đảm nhiệm việc phòng vệ trong thành kiêm chủ quản các lang sĩ lang thang. Tuy vậy, danh tiếng của Shinsengumi bị vấy bẩn không lâu sau đó, và biệt danh của họ đổi thành "những con sói ở Mibu" (壬生狼, cùng cách phát âm ‘’Nhâm Sinh Lang’’). Chỉ huy ban đầu của Shinsengumi là Serizawa Kamo, Kondō Isami, và Shinmi Nishiki.
Ban đầu, Shinsengumi được chia thành 3 phái: phái Serizawa, phái Kondō và phái Tonouchi. Tuy nhiên, Tonouchi và Iesato bị ám sát không lâu sau khi nhóm này thành lập.
| Phái Serizawa: Serizawa Kamo Niimi Nishiki Hirayama Gorou Hirama Jūsuke Noguchi Kenji Araya Shingorou Saeki Matasaburou | Phái Kondō: Kondō Isami Hijikata Toshizō Inoue Genzaburō Okita Sōji Nagakura Shinpachi Saitō Hajime Harada Sanosuke Tōdō Heisuke Yamanami Keisuke | Phái Tonouchi: Tonouchi Yoshio Iesato Tsuguo Abiru Aisaburo Negishi Yūzan |

Sau khi Tonouchi Yoshio và phái thứ ba bị trừ khử, đội được phân thành hai phái: phái Mito của Serizawa và phái Seikan của Kondō Isami, cả hai đều đóng ở Mibu gần Kyoto. Nhóm này đệ trình một bức thư lên gia tộc Aizu xin phép đảm nhận nhiệm vụ trị an ở Kyoto, và để chống lại những nhóm chí sĩ chống lại Mạc phủ Tokugawa. Yêu cầu này được chấp nhận.
Tháng 4 cùng năm, Hiranoya Goeimon, một lái buôn tiền người Osaka đồng ý chu cấp 100 ryō cho nhóm, kế đến Miburōshigumi bắt đầu tự tay làm trang phục, cờ xí cùng việc chế định nội quy trong đội. Sang tháng 6, xảy ra vụ ẩu đả giữa Miburōshigumi với nhóm lực sĩ Sumo người Osaka khiến vài thành viên bị thương. Cả nhóm vội đưa người bị thương ra ngoài và dâng cáo trạng đòi xét xử, Phụng Hành Sở phán lỗi thuộc về phía lực sĩ, yêu cầu phía lực sĩ phải xin lỗi bằng cách bồi thường 50 ryō qua cho Miburōshigumi.
Tháng 8 cùng năm, Serizawa Kamo tuyển mộ được khoảng 30 thành viên vô nhóm mình, chủ hiệu buôn tơ lụa ở Kyoto là Yamatoya Shōeimon vì lén lút buôn bán với người nước ngoài nên đã bị nhóm của Serizawa giết chết rồi nổi lửa đốt cháy cửa hiệu, không may lửa cháy lan dữ dội khiến dân chúng quanh phố phải vội gọi đội cứu hỏa Bukebikeshi tới dập lửa ngay, hỏa hoạn suốt đêm làm thiệt hại nhà cửa các hộ dân xung quanh. Matsudaira Katamori vô cùng phẫn nộ khi nhận được tin này, vội ra lệnh triệu Kondō tới xử trí vụ việc, tuy không ít tài liệu hiện tại đã phủ nhận sự kiện này.
Vào trung tuần tháng 8, gia tộc Chōshū bị Mạc phủ Tokugawa, phiên Aizu và phiên Satsuma ép phải rời khỏi triều đình. Tất cả các thành viên của Miburōshigumi nhận lệnh của phiên Aizu xuất quân đến cứu viện và giữ cho những người Chōshū tránh xa khỏi cung điện. Điều này dẫn đến một cuộc chuyển giao quyền lực chính trị ở vùng Kyoto, từ những lực lượng cực đoan Chōshū chống Tokugawa về tay lực lượng Aizu ủng hộ Tokugawa. Hành động này được sử sách gọi là cuộc chính biến ngày 18 tháng 8, chính trong sự kiện này mà toàn đội phụng mệnh cấp trên chính thức đổi sang tên mới thành Shinsengumi. Cái tên mới "Shinsengumi" được cho là do Phiên chủ Matsudaira Katamori ban cho (daimyo của gia tộc Aizu) cho cộng việc canh gác cổng của họ. Ngoài ra, tên gọi này có thuyết nói là do Vũ gia truyền tấu ban cho. Thuyết của hậu thế thì nói Katamori ban cho tên này có ý nghĩa nhằm ám chỉ lực lượng phòng vệ tổng hành dinh Phiên chủ Aizu.
Trớ trêu là, những hành động thiếu cẩn trọng của Serizawa và Shinmi, thực hiện dưới cái tên Shinsengumi, khiến nhóm này làm cả Kyoto phải sợ hãi, trong khi nhiệm vụ chính của họ là giữ gìn hòa bình. Ngày 19 tháng 10 cùng năm, Hijikata và Yamanami hạ lệnh giáng Shinmi Nishiki xuống cấp phó chỉ huy vì đã đánh nhau với một võ sĩ sumo, sau cùng ép phải mổ bụng tự sát (‘’Seppuku’’).
Không đến hai tuần sau đó, nhóm của Kondō, Hijikata Serizawa đã ra tay ám sát Hirayama Gorō và Serizawa Kamo tại dinh thự Yagitei theo lệnh của Matsudaira Katamori. Một vài thành viên sống sót trong nhóm là Hirama Jyūsuke kịp thời tẩu thoát còn Noguchi Kenji bị bắt và buộc phải thực hiện seppuku vào tháng 12. Phái Suido chính thức bị tiễu trừ, từ đó trở đi phái Shieikan hoàn toàn nắm độc quyền kiểm soát toàn đội và chuẩn bị tổ chức đạt tới đỉnh điểm dưới sự chỉ huy tài tình của Kondō Isami.

### Phát triển
Ngày 5 tháng 6 năm Genji nguyên niên (1864), Shinsengumi ra quân đột kích và bắt giữ các chí sĩ phái Tôn Vương nhương Di đồng thời kịp ngăn được vụ thiêu cháy Kyoto trong sự kiện Ikedaya, khiến cho danh tiếng của họ vang lừng khắp thiên hạ. Tháng 8, cả nhóm tham gia vào việc trấn áp loạn quân Chōshū trong sự biến Cấm Môn.
Nhờ các hoạt động công vụ tích cực tại Ikedaya, Cấm Môn mà Shinsengumi được triều đình, Mạc Phủ và phiên Aizu xuống chiếu ban thưởng hơn 200 ryō cùng thư khen ngợi. Tháng 9 cùng năm, Shinsengumi chính thức tiến hành đợt tuyển mộ thành viên lần hai, trong lúc ấy thì Kondō vội trở về quê nhà ở Edo nhân dịp Itō Kashitaro cùng thân thuộc dưới trướng xin gia nhập đội. Kể từ đó, Shinsengumi dần trở thành một tập đoàn lớn mạnh với hơn 200 thành viên, để có chỗ thu nạp thêm thành viên toàn đội quyết định dời trụ sở từ đồn Mibu chuyển sang chùa Nishi Honganji.
Ngoài ra, nhằm phát huy tính minh xác trong mệnh lệnh chỉ huy trên chiến trường để chuẩn bị tham gia vào cuộc chinh phạt Chōshū do Mạc Phủ phát động, toàn đội lập tức tiến hành cải tổ theo chế độ tiểu đội (chia ra làm tám đội gồm đội một đến đội tám kèm khí cụ Shōkadazatsu), ban hành quy định trong quân ngũ. Tuy không trực tiếp tham chiến chính thức nhưng Shinsengumi vẫn điều quân tới hỗ trợ đội quân thảo phạt. Tháng 1 năm Keiō nguyên niên (1865), Shinsengumi kịp thời phát hiện và ngăn chặn kế hoạch thâu tóm thành Osaka của dư đảng cần Vương phiên Tosa trong sự kiện Zenzaiya.
Tháng 8 năm Keiō thứ 2 (1866), Tướng quân Tokugawa Iemochi đột ngột qua đời khi đang trên đường dẫn quân thảo phạt phiên Chōshu, ít lâu sau cuộc chinh phạt Chōshū lần 2 thất bại hoàn toàn, đánh dấu thời khắc suy tàn của quân đội Mạc Phủ sau hơn 260 năm thống trị Nhật Bản. Shinsengumi lập tức phái người tới bảo vệ trong lễ tang của tướng quân. Một tháng sau thì xảy ra sự kiện Sanjyō Seisatsu (Tam Điều Chế Trát), bắt nguồn từ vụ bảng cáo thị buộc phiên Chōshū tội phản bội Thiên Hoàng đặt cạnh cầu Daisanjou bị những võ sĩ phiên Tosa phá bỏ rồi vứt xuống dưới cầu, Shinsengumi được lệnh canh giữ bảng cáo thị, đồng thời điều quân lùng sục và bắt giữ thủ phạm gây án. Sau khi xử lý sự vụ xong thì cả nhóm được thưởng một số tiền lớn.
Tháng 3 năm Keiō thứ 3 (1867), Itō Kashitaro vì mâu thuẫn tư tưởng với Shinsengumi mà tự ý rút khỏi nhóm thành lập đội Goryōeji (Ngự Lăng Vệ Sĩ) với mục đích bảo về hoàng cung. Tháng 6 cùng năm Shinsengumi được đề bạt làm gia thần Mạc Phủ. Bước sang tháng 11, nhằm củng cố nội bộ trong nhóm, tránh gây chia rẽ nên Shinsengumi dưới trướng của Kondō, Hijikata đã quyết định ra quân tập kích đội Goryōeji và ám sát Itō trong sự kiện Aburanokō (được xem là cuộc xung đột nội bộ cuối cùng của Shinsengumi). 

### Tan rã
Tháng 10 năm Keiō thứ 3 (1867), tướng quân Tokugawa Yoshinobu thực hiện Đại Chính Phụng Hoàn. Tuy nhiên, Shinsengumi vẫn trung thành với Mạc phủ Tokugawa và chính thức gia nhập hàng ngũ quân đội Mạc Phủ tham chiến trong chiến tranh Mậu Thìn với vai trò là lính bảo an ở Fushimi, rồi rời khỏi Kyoto một cách hòa bình dưới sự giám sát của wakadoshiyori Nagai Naoyuki, ít lâu sau sự rút lui của Tokugawa Yoshinobu.
Hạ tuần tháng 1 năm Keiō thứ 4 (1868), chiến sự nổ ra giữa Mạc Phủ và liên minh Satsuma – Chōshū (gọi tắt là Satchō) tại trận Toba-Fushimi mà Shinsengumi tham chiến cùng. Quân Mạc Phủ chiếm ưu thế về số lượng, nhưng chẳng mấy chốc đã bị quân Satchō cùng vũ khí tối tân áp đảo buộc cả nhóm phải rút lui về căn cứ dưỡng sức rồi đầu quân dưới trướng của Enomoto Takeaki, tổng tư lệnh hạm đội quân Mạc Phủ, ít lâu sau thừa lệnh của Enomoto, toàn đội triệt thoái cùng quân Cựu Mạc về Edo.
Tiếp đến, Shinsengumi được trao nhiệm vụ ngăn chặn đường tiến quân của quân đội phiên Kai thuộc phe Tân chính phủ (gồm quân liên minh các phiên đảo Mạc) nhưng do binh lực quá sức chênh lệnh nên toàn quân đại bại trong trận Kōshū Katsunuma, ít lâu sau thì quân Tân chính phủ kéo đến bao vây toàn bộ lâu đài Edo, buộc tòa thành phải đầu hàng vô điều kiện vào đầu tháng 4. Sau đó, Shinsengumi theo lệnh Mạc Phủ tiến quân đến lãnh địa phiên Aizu nhằm bảo toàn lực lượng và tổ chức phòng thủ, tại đây cả nhóm quyết định đổi tên đội thành Kōyō Chinbutai. Về sau, toàn đội lại quay về Edo, do mâu thuẫn về chính sách của nhóm nên hai thành viên chủ chốt là Nagakura Shinpachi và Harada Sanosuke lập tức rời khỏi đội tạo dựng một đội riêng mang tên Seiheitai, với nhiệm vụ tham chiến cùng quân Mạc Phủ tại Kanuma. Kondō, Hijikata tập hợp những thành viên còn lại tiếp tục lui binh, khi di chuyển đến núi Nagareyama thì Kondō Isami bị quân chính phủ Minh Trị bắt sống và đem ra chém đầu ở pháp trường Itabashi, riêng Okita Sōji phải ở lại Edo dưỡng bệnh vì chứng lao phổi kinh niên bắt đầu chuyển biến xấu dần rồi ít lâu sau thì qua đời.
Trung tuần tháng 4 cùng năm, Shinsengumi dưới trướng quân đội Mạc Phủ tham gia trận tấn công thành Utsunomiya, đại bản doanh của quân Tân chính phủ trong chiến tranh Aizu nhưng đại bại chỉ sau bốn ngày chiến đấu, thành viên chủ chốt của đội là Saitō Hajime quyết định rời nhóm và ở lại Aizu cố thủ, số thành viên còn lại liên hợp với quân của Enomoto rút về vùng Ezo, tại đây họ mau chóng đánh bại phiên Matsumae cai trị Ezo rồi thừa cơ chiếm lấy cảng Hakodate làm nơi đóng quân. Thượng tuần tháng 1 năm Minh Trị thứ 2 (1869), Enomoto cùng các quan chức và quân đội Cựu Mạc đã chính thức thành lập nước Cộng hòa Ezo ở Hakodate. Tuy nhiên, nước Cộng hòa non trẻ đã phải đối mặt với hàng loạt cuộc tiến công dữ dội của quân Tân chính phủ qua các trận chiến ở vịnh Miyako, Futamataguchi và Matsueguchi. Quân Tân chính phủ với ưu thế về vũ khí và số lượng đông đảo đã nhanh chóng tiến hành bao vây Hakodate, Hijikata cùng vài thành viên còn lại trong nhóm cố gắng giải vây tại pháo đài Benten Daiba,nhưng không may trúng đạn tử trận trên đường ứng cứu, đám tàn quân còn lại của Shinsengumi ra sức cố thủ nhưng vì lương thực đã cạn kiệt, khó mà tiếp tục chiến đấu, toàn bộ thành viên Shinsengumi dưới quyền tân cục trưởng Sōma Kazue lần lượt bước ra ngoài thành đầu hàng ở Benten Daiba.. Quân đội cựu Mạc Phủ trú đóng tại thành Goryokaku ở Hakodate cũng tự động buông khí giới và mở cổng thành ra hàng quân chính phủ Minh Trị, sứ mệnh nước Cộng hòa Ezo cùng vai trò lịch sử của Shinsengumi chính thức cáo chung.
Một vài thành viên cối lõi khác, ví dụ như Shinpachi Nagakura, Saito Hajime, và Shimada Kai, sống sót sau khi nhóm bị giải tán. Vài thành viên, ví dụ như Takagi Teisaku, sau này thậm chí trở thành những nhân vật nổi bật trong xã hội và có những đóng góp quan trọng vào sự phát triển chung của Nhật Bản mãi về sau.

## Đánh giá
Sau cuộc Minh Trị Duy Tân, những người có quan hệ với hai phiên Satsuma và Chōshū đã nắm lấy thực quyền chính trị trung ương đều ra sức công kích những thế lực cũ từng đối địch với họ, trong đó có cả Shinsengumi, do chịu ảnh hưởng bởi tư tưởng Hoàng quốc sử quan (lấy Thiên Hoàng làm trung tâm, ai nằm ngoài thì bị coi là phản tặc), phong trào phủ nhận và bài bác Shinsengumi dâng cao trong giới hải quân. Hậu quả khiến cho những nghiên cứu mang tính lịch sử về Shinsengumi đều bị trì hoãn trong thời gian dài. Điển hình như trong cuốn tiểu thuyết Yên ngựa chó trời  (Kurama Tengu) do nhà văn Osaragi Jirō công bố vào thời Taishō, thì Shinsengumi được ông miêu tả như những nhân vật phản diện. Tuy nhiên, Shinsengumi lại được đông đảo người hâm mộ nhất định thuộc tầng lớp thứ dân thường chịu ảnh hưởng từ các câu chuyện kể lịch sử (kōdan). Ngoài ra, Kondō Isami trong tác phẩm Yên ngựa chó trời lại được tác giả miêu tả như một tay hào kiệt đầy khí phách và là người có nhân cách khác biệt hẳn so với những thành viên khác. 
Hai tác phẩm Tân Tuyển tổ thủy mạt ký (Shinsengumi shimatsuki) của Shimozawa Kan và Tân Tuyển tổ sử lục (Shinsengumi shiroku) của Michio Hirao được xuất bản vào năm Shōwa thứ 3 (1928). Bắt đầu khởi xướng lại việc đánh giá chuẩn xác và tích cực về Shinsengumi. Vào năm Shōwa thứ 8 (1933), nhằm đối phó với các cuộc khủng bố tiếp theo trong nước, Sở Cảnh sát Nhật Bản đã cho thiết lập Đội Bảo vệ An ninh Đặc biệt (nay là Đội Cảnh sát Cơ động thuộc Sở Cảnh sát Nhật Bản), nhằm kêu gọi sự thân mật và tin cậy từ tầng lớp thị dân. Bên cạnh đó, Không quân Đế quốc Nhật Bản còn ra lệnh thành lập Phi đội Chiến đấu Lục quân là Phi đội bay 47 với mục đích phòng không trong chiến tranh Thái Bình Dương, thường gọi là Shinsengumi trên không. Ngoài ra, đến cuối thời đại chiến, Hải quân Đế quốc Nhật Bản còn thành lập Phi đội chiến đấu 301 trực thuộc Phi hành đoàn Hải quân 343 cũng được giới quân nhân quen gọi là Shinsengumi.
Sau Chiến tranh thế giới thứ hai, Shinsengumi được sử dụng làm nhân vật chính trong nhiều bộ phim truyền hình lẫn điện ảnh, tên những thành viên của đội còn được đưa vào trong như các bản tin thời sự ngắn. Những năm gần đây, cả game và anime đều sử dụng mô típ từ Shinsengumi, đồng thời cũng phát sinh nhiều tác phẩm parody có liên quan đến Shinsengumi, rất được các thế hệ người hâm mộ yêu thích sâu rộng ở Nhật Bản.

## Niên biểu Shinsengumi (1863–1869)

### Năm Bunkyū (Văn Cửu) thứ 3 (1863)
- Ngày 8 tháng 2 năm Bunkyū thứ 3: Rōshigumi khởi hành từ Edo, Ngày 23 tháng 2 đến Kyoto
- Ngày 12 tháng 3 năm Bunkyū thứ 3: Làm thuộc hạ dưới trướng phiên Aizu, được đề cử vào Miburōshigumi
- Ngày 25 tháng 3 năm Bunkyū thứ 3: Ám sát Tonōchi Yoshio
- Ngày 3 tháng 6 năm Bunkyū thứ 3: Ẩu đả với lực sĩ Osaka
- Ngày 12 tháng 8 năm Bunkyū thứ 3: Sự kiện ẩu đả phóng hỏa nhà Yamato
- Ngày 18 tháng 8 năm Bunkyū thứ 3: Chính biến ngày 18 tháng 8
- Ngày 13 tháng 9 năm Bunkyū thứ 3: Niimi Nishiki thực hiện Seppuku (thuyết khác)
- Ngày 18 tháng 9 năm Bunkyū thứ 3: Serizawa Kamo, Hirayama Gorō bị thanh trừng trong cuộc chiến nội bộ, Hirama Jyūsuke thoát chết (thuyết khác)
- Ngày 25 tháng 9 năm Bunkyū thứ 3: Miburōshigumi đổi tên thành "Shinsengumi"
- Ngày 26 tháng 9 năm Bunkyū thứ 3: Thanh trừng các gián điệp của phiên Chōshū gồm Okura Isei Takeshi, Arakida Samanosuke và Kusunoki Kojyūrō
- Ngày 27 tháng 12 năm Bunkyū thứ 3: Noguchi Kenji thực hiện seppuku

### Năm Bunkyū (Văn Cửu) thứ 4, Genji (Nguyên Trị) nguyên niên (1864)
- Ngày 20 tháng 5 Genji nguyên niên: Ám sát Uchiyama Hikojirō
- Ngày 5 tháng 6 Genji nguyên niên: Xảy ra sự kiện Ikedaya khiến Andō Hayatarō, Nittakakuzaemon bị thương rồi chết một tháng sau, Okuzawa Eisuke tử trận
- Ngày 10 tháng 6 Genji nguyên niên: Sự kiện Akebōnotei, ra quân truy lùng và bắt giữ dư đảng trong sự kiện Ikedaya.
- Ngày 19 tháng 7 Genji nguyên niên: Sự biến Cấm Môn, trấn áp thành công loạn quân Chōshū
- Khoảng tháng 8 năm Genji nguyên niên: Vì phàn nàn về thái độ của Kondō Isami, nên Nagakura Shinpachi, Harada Sanosuke Saitō Hajime, Shimada Kai và Ozeki Masajirō đề xuất Phi Hành Ngũ Điều (5 điều về hành vi không tốt) với Matsudaira Katamori
- Ngày 27 tháng 10 Genji nguyên niên: Itō Kashitarō gia nhập Shinsengumi

### Năm Genji (Nguyên Trị) thứ 2, Keiō (Khánh Ưng) nguyên niên (1865)
- Ngày 8 tháng 1 năm Genji thứ 2: Sự kiện Zenzaiya, phát hiện và ngăn chặn kế hoạch thâu tóm thành Osaka của dư đảng cần Vương phiên Tosa
- Ngày 23 tháng 2 năm Genji thứ 2: Yamanami Keisuke thực hiện seppuku
- Ngày 10 tháng 3 năm Genji thứ 2: Chuyển đến trụ sở ở chùa Nishihonganji
- Ngày 1 tháng 5 Keiō nguyên niên: Shinsengumi được lệnh hộ tống và bảo vệ tướng quân Tokugawa Iemochi lên kinh diện thánh tại lâu đài Nijō
- Ngày 1 tháng 9 Keiō nguyên niên: Matsubara Chūji tử vong

### Năm Keiō (Khánh Ưng) thứ 2 (1866)
- Ngày 15 tháng 2 năm Keiō thứ 2: Kawai Kisaburō thực hiện seppuku
- Ngày 1 tháng 4 năm Keiō thứ 2: Tanisan Jyūrō tử vong
- Ngày 12 tháng 9 năm Keiō thứ 2: Sự kiện Sanjyō Seisatsu, lùng bắt đám võ sĩ phiên Tosa phá bảng cáo thị tại cầu Sanjyō

### Năm Keiō (Khánh Ưng) thứ 3 (1867)
- Ngày 20 tháng 3 năm Keiō thứ 3: Itō Kashitarō, Tōdō Heisuke, Saitō Hajime cùng 13 người khác rời nhóm (về sau Saitō Hajime quay trở về Shinsengumi) thành lập đội Goryou Eji (Ngự Lăng Vệ Sĩ)
- Ngày 10 tháng 6 năm Keiō thứ 3: Được đề bạt làm gia thần Mạc Phủ
- Ngày 15 tháng 6 năm Keiō thứ 3: Di chuyển đến trụ sở ở làng Fudōdō
- Ngày 22 tháng 6 năm Keiō thứ 3: Ám sát Takeda Kanryūsai
- Ngày 18 tháng 11 năm Keiō thứ 3: Trong trận giao chiến của đội Goryō Eji trong Sự kiện Abura Nokōji, Itō Kashitarō, Tōdō Heisuke, Mōnai Arinosuke, Hattori Takeo bị ám sát chết
- Ngày 7 tháng 12 năm Keiō thứ 3: Sự kiện Tenmaya, chiến đấu với binh sĩ của đội Kaientai (Hải Viện Đội) và Rikuentai (Lục Viện Đội), Miyagawa Nobukichi và Funatsu Kamataro tử trận, Umedo Katsunoshin bị thương nặng
- Ngày 18 tháng 12 năm Keiō thứ 3: Kondō Isami trúng đạn bị thương trong một cuộc phục kích, hai ngày sau được gửi đến lâu đài Osaka để điều trị.

### Năm Keiō (Khánh Ưng) thứ 4, Minh Trị nguyên niên (1868)
- Ngày 3 tháng 1 năm Keiō thứ 4: Trận Toba-Fushimi, 2 thành viên tử trận
- Ngày 5 tháng 1 năm Keiō thứ 4: Trận Yodo Senryou Matsu, Inoue Genzaburō cùng 14 thành viên tử trận
- Ngày 6 tháng 1 năm Keiō thứ 4: Trận Hashihon, 4 thành viên tử trận
- Ngày 10 tháng 1 năm Keiō thứ 4: Hai tàu chiến Fujiyama Maru, Jyūndō Maru của Shinsengumi đang trên đường tới Edo, Yamazaki Susumu lâm bệnh nặng tử vong (thuyết khác)
- Ngày 6 tháng 3 năm Keiō thứ 4: Trận Kōshū-Katsunuma 2 thành viên tử trận
- Ngày 12 tháng 3 năm Keiō thứ 4: Nagakura Shinpachi cùng Harada Sanosuke rời khỏi Shinsengumi, tự lập đội Seheitai (Tĩnh Binh Đội) và tham gia quân đội Mạc Phủ tại Kanuma
- Ngày 13 tháng 3 năm Keiō thứ 4: Shinsengumi dời sang tạm trú ở trụ sở mới xây tại trung tâm Kinkoke ở Goheieshinta (nay là khu phố 4 đường Ayase khu Adachi thủ đô Tokyo) (có thể là ngày 1 tháng 4)
- Ngày 2 tháng 4 năm Keiō thứ 4: Shinsengumi bày binh bố trận tại Nagareyama thuộc tỉnh Shimōsa
- Ngày 3 tháng 4 năm Keiō thứ 4: Kondō Isami đầu hàng quân đội Tân chính phủ
- Ngày 11 tháng 4 năm Keiō thứ 4: Lâu đài Edo đầu hàng vô điều kiện
- Ngày 12 tháng 4 năm Keiō thứ 4: Hijikata Toshizō, gia nhập quân đội Mạc Phủ
- Ngày 19 tháng 4 năm Keiō thứ 4: Trận thành Utsunomiya
- Ngày 25 tháng 4 năm Keiō thứ 4: Kondō Isami bị chém đầu tại pháp trường tadashi
- Ngày 25 tháng 4 (nhuận) năm Keiō thứ 4: Trận Shirakawaguchi
- Ngày 17 tháng 5 năm Keiō thứ 4: Harada Sanosuke tử vong (thuyết khác)
- Ngày 30 tháng 5 năm Keiō thứ 4: Okita Sōji tử vong vì bệnh lao
- Ngày 21 tháng 8 năm Keiō thứ 4: Trận đèo Bonari
- Ngày 24 tháng 8 năm Keiō thứ 4: Saitō Hajime, Ikeda Shichisaburō cùng 13 thành viên khác ở lại phòng thủ Aizu
- Ngày 26 tháng 10 năm Minh Trị nguyên niên: Các thành viên Shinsengumi còn lại theo Quân Cựu Mạc Phủ rút binh tới vùng Hokkaidō phía bắc nước Nhật
- Ngày 5 tháng 11 năm Minh Trị nguyên niên: Một cánh quân Cựu Mạc dưới sự chỉ huy của Hijikata tiến đánh phiên Matsumae cai trị xứ Ezo, kết quả chiếm được thành Goryōkaku làm đại bản doanh
- Hạ tuần tháng 12 năm Minh Trị nguyên niên: Phiên Matsumae trốn khỏi Ezo, đại quân Cựu Mạc đổ bộ lên được bờ biển Esashi thuộc phía tây Hakodate nhưng bị mất hai tàu chiến là Kaiyō và Shinsokumaru

### Năm Minh Trị thứ 2 (1869)
- Ngày 27 tháng 1 năm Minh Trị thứ 2: Nước Cộng hòa Ezo được thành lập ở Hakodate, Hijikata Toshizō được bầu làm tư lệnh lục quân
- Ngày 25 tháng 3 năm Minh Trị thứ 2: Hải chiến vịnh Miyako, 24 thành viên tử trận, 23 người khác bị trọng thương
- Ngày 13 tháng 4 năm Minh Trị thứ 2: Trận Futama Taguchi lần 1
- Ngày 24 tháng 4 năm Minh Trị thứ 2: Trận Futama Taguchi lần 2
- Ngày 5 tháng 5 năm Minh Trị thứ 2: Ichimura Tetsunosuke rời khỏi Hakodate
- Ngày 7 tháng 5 năm Minh Trị thứ 2: Hải chiến vịnh Hakodate, Shinsengumi ra sức cố thủ tại pháo đài Benten Daiba
- Ngày 10 tháng 5 năm Minh Trị thứ 2: Quân Cựu Mạc tổ chức buổi tiệc từ biệt tại Musashi Norō
- Ngày 11 tháng 5 năm Minh Trị thứ 2: Hijikata Toshizō dẫn quân cứu viện Benten Daiba rồi tử trận gần cổng Ippon Ki Kanmon
- Ngày 14 tháng 5 năm Minh Trị thứ 2: Sōma Kazue nhậm chức cục trưởng Shinsengumi, cùng toàn bộ thành viên Shinsengumi ở Benten Daiba ra hàng
- Ngày 18 tháng 5 năm Minh Trị thứ 2: Tàn quân Mạc Phủ chính thức đầu hàng, nước Cộng hòa Ezo cáo chung, chiến tranh Mậu Thìn kết thúc

## Tổ chức

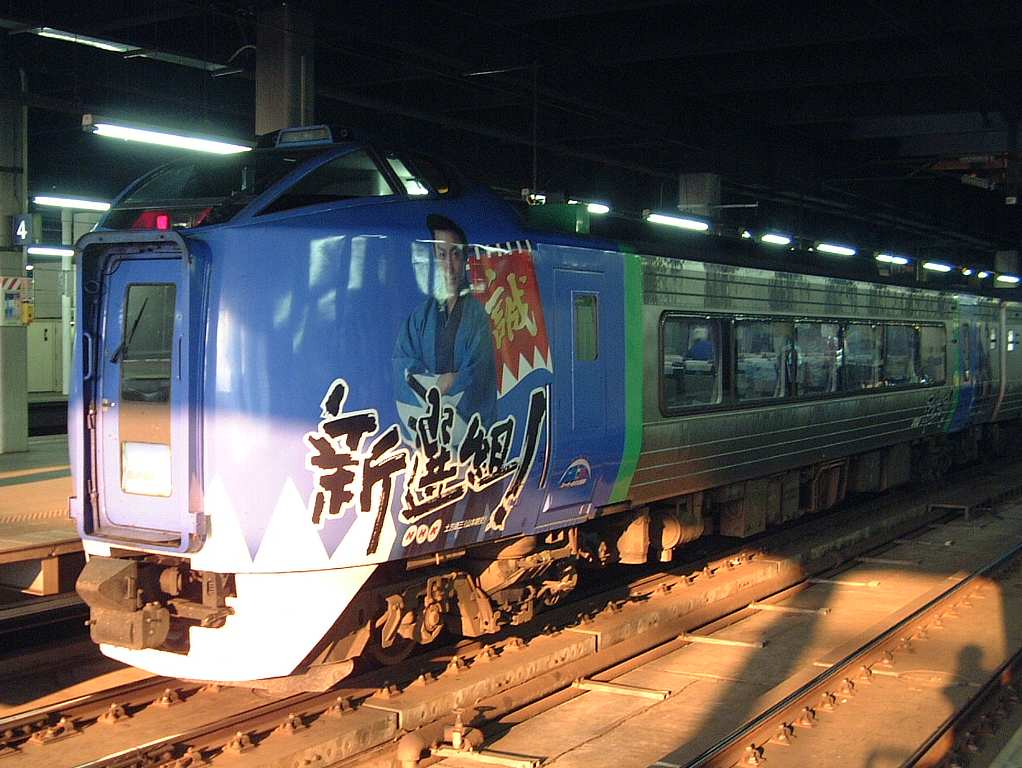
Xe chạy bằng khí đốt số 281 tuyến Hokkaido, vỏ ngoài được bọc lại bằng hình Shinsengumi

Ở thời kỳ đỉnh cao, Shinsengumi có khoảng 300 thành viên. Học là những nhóm samurai đầu tiên dưới thời Tokugawa cho phép những người không có nguồn gốc samurai như nông dân, thương nhân tham gia. Trước đó, Nhật Bản có một hệ thống cấp bậc khắt khe. Rất nhiều người gia nhập nhóm với khao khát được trở thành samurai và được tham dự vào các sự kiện chính trị. Tuy vậy, có quan niệm sai lầm rằng phần lớn các thành viên của Shisengumi đến từ các đẳng cấp không phải samurai. Trong số 106 thành viên Shinsengumi (trong số 302 thành viên vào thời điểm đó), có 87 samurai, 8 nông dân, 3 thương nhân, 3 bác sĩ, 3 thầy tu, và 2 thợ thủ công. Khá ít chỉ huy, ví dụ như Yamanami, Okita, Nagakura, và Harada, sinh ra trong gia đình samurai.

### Số lượng thành viên
- Tháng 3 năm Bunkyū thứ 3: 13 người (có thuyết nói 24 người)
- Tháng 6 năm Genji nguyên niên (trước sự kiện Ikeda): 83 người
- Thời kỳ cao điểm: 170 ~ 180 người
- Trước trận Toba-Fushimi: 66 người

### Điều kiện gia nhập
Điều kiện gia nhập đội không hạn chế thân phận và tuổi tác, miễn là người vào đội phải có sức khỏe tráng kiện cùng ý nguyện tận trung báo quốc. Cộng thêm việc kiểm tra kỹ năng thực sự. Tuy nhiên, đối với những người đã kết hôn thì điều kiện bắt buộc là nơi ở phải cách xa trên 10 lý (khoảng 40km) tính từ trụ sở đồn Mibu. Cũng bởi vì Shinsengumi được xây dựng dựa theo chế độ trại huấn luyện tập trung chỉ dành riêng cho nam giới, hàm ý rằng quy định này nhằm ngăn ngừa những thành viên ở gần vợ con đến mức không sẵn lòng tự nguyện tuân theo mệnh lệnh đề ra. Chỉ khi cán bộ được thăng chức thì mới được phép rước cả gia đình gồm vợ con cùng thê thiếp lên Kyoto. 
Theo như lời Kabuto Kuninori, võ sĩ phiên Kuwana, người từng giao lưu với Shinsengumi đương thời cho biết thì những ai mới vào đội sau một thời gian nhất định đều phải trải qua một đợt dùng thử gọi là Katōshi, tức những tân binh bị buộc phải thực hiện các cuộc tấn công trong đêm tối nhằm thử nghiệm tính can đảm, người nào lộ vẻ nhát gan đều bị trục xuất ngay lập tức.

### Nhiệm vụ
Shinsengumi là một cơ quan cảnh sát đúng nghĩa, chuyên hoạt động tại Kyoto với nhiệm vụ chính là đảm bảo an ninh trật tự, tuần tra khu vực xung quanh kinh thành, tiến hành truy đuổi, lùng bắt những chí sĩ phái đảo Mạc cùng những lãng sĩ bất hợp pháp thường quấy nhiễu dân lành.
Chịu ảnh hưởng từ nhiều tác phẩm hư cấu sẽ được nhắc sau, từ việc giết hại nhiều lang sĩ đã khiến Shinsengumi để lại ấn tượng xấu của một tập đoàn giết người không nương tay, trên thực tế lthì họ đều tuân theo nguyên tắc bắt giữ (chủ yếu là bắt sống) đối phương, với những phạm nhân ra sức kháng cự đến cùng đều bị giết chết trong trường hợp không thể bắt giữ được. Nhất là trận ác chiến trong sự kiện Ikedaya nổi tiếng, ban đầu vì số kẻ địch quá nhiều nên cả nhóm đổi sang trận chiến theo phương châm chém giết, khi đội của Hijikata tới kịp lúc giúp cho Shinsengumi giành được lợi thế, liền đổi sang phương châm bắt sống. Sau sự kiện này, dựa theo báo cáo của Kondō Isami cho biết kết quả trận chiến: giết 7 tên, bị thương 4 tên, bắt sống 23 tên.
Khu vực do Shinsengumi phụ trách nay là quận Fushimi, Gion thuộc phố Kanrakugai, cùng hơn 1000 quân tinh nhuệ của phiên Aizu canh gác ở khu Gose và phố Kanchōgai, xung quanh được củng cố thêm 500 quân thuộc đội Mikaigumi xuất thân từ gia thần Mạc Phủ. Từ trước đến giờ công việc duy trì trị an đều do hai cơ quan Shishodai và Machibugyō nắm giữ. Do tuân theo sự quản lý từ tổ chức khác, nên ít khi Shinsengumi phá rối sự quản lý với lý do bỏ trốn của lang sĩ.
Trong các bộ phim điện ảnh và phim truyền hình, Shinsengumi nhiều lần được trình chiếu với dáng vẻ của một tập đoàn tuần tra hiên ngang dẫn đầu với lá cờ chữ Thành tung bay phấp phới, dù không có tài liệu nào ghi chép về sự chứng kiến này, cho đến nay dáng vẻ cụ thể của việc tuần tra vẫn chưa đoán được.

### Huấn luyện
Shinsengumi chủ yếu chú trọng vào võ thuật Nhật Bản (đặc biệt là kiếm thuật), Năm 1865 (Keiō nguyên niên) họ cho lập thầy dạy các môn như kích kiếm, nhu thuật, văn học, pháo binh, cưỡi ngựa, thương thuật nhằm nâng cao sức chiến đấu cho các thành viên. Tuy nhiên, quá trình hoạt động như thế nào đến nay vẫn không rõ.
Cục trưởng Kondō Isami, Phó Cục trưởng Hijikata Toshizō và Đội trưởng đội 1 Okita Sōji được xem là những đại biểu cho kiếm khách của dòng Tennen Rishin (Thiên Nhiên Lý Tâm), một dòng kiếm thuật khá nổi tiếng trong Shinsengumi, ngoài ra một số thành viên trong đội còn sử dụng các dòng kiếm thuật khác như Shindō Munen (Thần Đạo Vô Niệm) và Hokushin Ittō (Bắc Thần Nhất Đao), tuy không bì được so với Tennen Rishin của Shinsengumi, trong 7 thầy dạy kiếm thuật thì có một người thuộc dòng Tennen Rishin (Okita Sōji). Vì không có hình thức luyện tập nào khác trong thời gian vào đội lẫn trường phái, việc rèn luyện chỉ giới hạn ở hình thức dùng kiếm tre (shinai) tập đánh hằng ngày. Với trường hợp có biểu hiện hơi quá khích trong luyện tập, Shinsengumi sẽ chuyển sang đồn trú ở khu Yagiki Saburō trong dinh Yagitei, nhằm canh chừng những kẻ tỏ ý chống đối.
Việc luyện tập diễn ra khá gắt gao, theo lời của Yagitame Saburo ở dinh Yagitei mà Shinsengumi đồn trú cho biết, chính ông đã thấy những thành viên của Shinsengumi không hề bỏ chạy khi bị kẻ thù hạ gục. Ví dụ như trong trường hợp này, lúc mà Kondō Isami và Serizawa Kamo ngồi ở chỗ cao nhiều lần trông thấy Hijikata Toshizō mặc giáp phục luyện tập tới mức đổ mồ hôi như suối thì liền la lên nhè nhẹ thôi.

### Chiến thuật
Nhằm tăng cường sức mạnh của tổ chức, Shinsengumi quyết định cho lập chức vụ phụ trách, tạo nên hệ thống mệnh lệnh chỉ huy. Chiến thuật này chủ yếu trông vào số lượng thành viên đông đảo, dễ khống chế và bao vây tập thể kẻ thù. Ví như trường hợp chuẩn bị tới 34 thành viên đồng minh đối đầu 8 người của địch trong sự kiện Sanjō Seisatsu, rồi 35 người đối đầu 7 người phe địch, tập kích 6 người trong sự kiện Abura Kōji. Hơn nữa,việc ấn định sớm sự thay đổi luân phiên người đột nhập vào tử phiên là nhằm đề phòng sự lo sợ tất yếu khi xảy ra các sự kiện đột nhiên.
Để thực hiện việc huấn luyện hỏa khí, Shinsengumi thường yêu cầu các thành viên phải đáp ứng yêu cầu về võ thuật Nhật Bản ở mức thượng thừa, tất nhiên họ chỉ giới hạn hoạt động duy trì trị an tại Kyoto. Như trường hợp một số thành viên của Shinsengumi đã nổ súng ở cự ly gần vào 6 tên lính đến từ Miyakonojo khi đang trinh sát cho Phụng Hành sở Fushimi ngay trước khi mở màn cuộc chiến Mậu Thìn, kiểu bắn trúng một phát khiến địch quân đã vội bỏ chạy, chứng tỏ mức độ rèn luyện của các thành viên Shinsengumi khá cao.
Tuy vậy, Shinsengumi cũng chịu thất bại khi đối đầu bằng kiếm với thứ vũ khí mới của quân Tân chính phủ tại trận Toba Fushimi trong chiến tranh Mậu Thìn, như Hijikata đã nói: "dù thứ vũ khí này không thế địch nổi với pháo và súng, nhưng tôi vẫn chưa từ bỏ việc cầm kiếm với thương một lần trong đời". Về sau, do quân đội Cựu Mạc Phủ du nhập loại hình huấn luyện quân mới theo kiểu Pháp, khiến cho các thành viên Shinsengumi từ bỏ hẳn lối đánh cận chiến truyền thống chuyển sang chiến thuật súng ống hiện đại kiểu Tây phương.

### Đồng phục
Thành viên của Shinsengumi dễ nhận biết trong trận đánh vì đồng phục đặc biệt của họ. Theo lệnh của Cục trưởng Shinsengumi Serizawa Kamo, đồng phục tiêu chuẩn bao gồm haori may theo kiểu dandara (một loại áo khoác ngoài kiểu Nhật, chỉ được toàn đội sử dụng được một năm sau đó mới bỏ hẳn) và hakama xen lẫn kimono, với một dây thừng trắng nhỏ gọi là tasuki vắt qua ngực và thắt ở đằng sau. Chức năng của tasuki ngắn tay áo của kimono ảnh hưởng đến di chuyển của cánh tay. Haori kiểu dandara nằm trong cán áo haori từng được 47 võ sĩ Akō mặc khi tiến hành vụ đột kích vào dinh thự của Kira Yoshihisa vào thời Edo. Bộ đồng phục độc nhất vô nhị rõ ràng nhất là ở haori, có màu asagiiro (浅葱色 (‘’Thiển Thông Sắc’’), hay màu xanh nhạt, nhưng cũng hơi vàng nhạt), asagiiro còn là màu của bộ kamishimo được mặc khi võ sĩ thực hiện seppuku (mổ bụng). Cánh tay haori được cắt tỉa các đường viền núi màu trắng, dẫn đến một vẻ ngoài thật hào nhoáng, không giống như màu xám, đen, nâu thường thấy trong trang phục samural.
Căn cứ theo lời ghi chép cuối cùng của một nhân chứng từng mặc đồng phục Shinsengumi vào lúc xảy ra sự kiện Ikedaya, cho biết trang phục của từng đội viên khi anh ta tận mắt chứng kiến hai ngày sau sự kiện này bao gồm một bộ juban mặc thêm, bên ngoài khoác hakama phủ dài cùng đôi ghệt kyahan màu chàm, đầu đeo dải băng hachimaki cùng dây thắt quanh kimono là tasuki màu trắng tinh. Theo Watanabe Noboru, một võ sĩ phiên Ōmura cho biết lúc theo dõi Shinsengumi thì ông đã phát hiện ra bộ hakama màu đen mà đội viên đang mặc, đôi lúc các thành viên còn đổi sang dùng bộ jinhaori được may bằng vải len màu đen. Trong giữa trận chiến, đồng phục Shinsengumi không chỉ giúp dễ nhận diện mà còn là một mối đe dọa trực tiếp đến kẻ thù. Hiện nay, các bộ trang phục này đều có bán tại Ōmojiya Gofukuya (tiệm chuyên bán đồ truyền thống của Nhật thường treo bảng hiệu chữ to) ở Kyoto và Tokyo, nhưng theo một thuyết khác nói là chúng được bày bán ở tiệm Hishiya thuộc hãng buôn Gofuku, rất được các fan hâm mộ mọi giới tìm đến thường xuyên.

### Trang bị
Lúc chiến đấu và tuần tra thì Shinsengumi được trang bị các dụng cụ bảo hộ gồm mũ sắt (hachigane), bao tay sắt (kote) và áo giáp lưới sắt bọc phần thân người (kusarikatabira). Vũ khí chính mà các thành viên được phép mang theo chỉ có kiếm (katana) với thương (yari). Cục trưởng Kondō Isami thì ưa thích mang theo thanh đả đao (uchigatana) cùng tấc và kiếm ngắn (wakizashi) bên mình. Phó Cục trưởng Hijikata Toshizō cũng sử dụng thanh katana gồm hai loại là Horikawa Kunihiro dài 1 thước 9 tấc 5 phân và Izuminokami Kanesada, lưỡi gươm dài khoảng 2 thước 8 tấc. Ngay sau khi đại bại trước quân tân chính phủ tại trận Toba Fushimi, Hijikata được Phiên Aizu cấp cho 2000 ryō đã cho bổ sung những trang bị quân đội kiểu mới của phương Tây nhằm thay thế những loại vũ khí truyền thống của các võ sĩ.

### Cờ đội
Cờ đội có màu đỏ, nhuộm thêm chữ "Thành" "誠" (nghĩa là thật thà, thành thật) màu vàng, ở giữa có thêm chút màu trắng, đồng phục của cả đội đều được may bằng chất liệu Dandara, nhằm phân biệt với thường dân. Chữ "Thành" "誠" được mọi người chú ý nhờ nằm ở giữa cờ và dễ đu đưa lá cờ, có vẻ như đó là bí mật cho lý do khi nhìn vào chữ "Thí" "試" trong "試衛館" (Thí Vệ Quán) của thân sinh Kondō Isami. Nói lên tham vọng của Hijikata và là ý nghĩa to lớn cho sự tồn tại của phái Kondō Isami. Ngoài cờ hiệu chính của đội, còn lại tổng cộng đội có tất cả sáu loại cờ khác nhau. Ngoài ra, nó còn là vật đại diện cho đội, nhằm khủng bố, uy hiếp tinh thần kẻ địch. Lá cờ đội hiện nay cùng bộ quần áo cũ đang được phục chế như một món đồ đặc biệt, được làm bằng cô tông và bán ra tại tiệm Takashima ở Nhật Bản. 

### Lương bổng
Ngay từ khi mới thành lập ban đầu thì dù được chính quyền tài trợ nhưng Shinsengumi đã vấp phải không ít khó khăn liên quan đến vấn đề kinh phí hoạt động. Do đó người bảo trợ cho Shinsengumi là Satō Hikogorō đã kêu gọi giới thương gia cùng góp tiền chung nhằm đảm bảo nguồn kinh phí hạn hẹp để duy trì sinh hoạt hàng ngày cùng nguồn quỹ chi dùng cho công vụ riêng biệt của cả đội.
Shinsengumi dưới thời phụng sự Shugo ở Kyoto, việc chi trả đều lấy từ nguồn công quỹ của phiên Aizu, riêng các đội viên thì được Mạc Phủ trả lương chính thức. Theo cuốn Shinsengumi Nagakura Shinpachi (sách tư gia năm Showa thứ 2) cho biết thì lương tháng được phân chia như sau: cục trưởng 50 ryō, phó cục trưởng 40 ryō, phó cục trưởng trợ cần 30 ryō, đội viên thông thường 10 ryō, trên thực tế số tiền này có khả năng cao hơn nhiều. Ngoài ra, nhóm còn được nhận số tiền khen thưởng mỗi khi ra quân hoàn thành nhiệm vụ được giao phó.

### Nội quy

Cờ đội chữ "Thành" của Shinsengumi

Nhằm kiểm soát chặt chẽ và chỉ huy toàn bộ đám lãng sĩ ô hợp trở thành một tập đoàn lớn mạnh đi kèm với thứ kỷ luật nghiêm ngặt, Shinsengumi đã chế định ra một loại nội quy được truyền tụng là cực kỳ tàn khốc, mà dân gian hay gọi là Pháp độ trong Cục (Cục Trung Pháp Độ). Tuy nhiên, nội quy được cả nhóm vận dụng một cách triệt để đến mức bị coi là quá khắc nghiệt, đội viên nào vi phạm không kể chức vụ lớn nhỏ đều bị thanh trừng. Nội quy Shinsengumi được Kondō Isami của phái Shieikan và Serizawa Kamo thuộc phái Mito đề xuất thành lập vào năm 1863 kể từ khi nhóm được phiên Aizu thâu nạp dưới thời còn mang tên cũ Rōshigumi. Bị chỉ trích giống y như màn Kamifumi lúc thực hiện lời thề khi nhập môn dòng kiếm thuật Tennen Rishin. 
Quy định bắt đầu có hiệu lực kể từ lúc Kondō và Hijikata chuẩn bị cho tổ chức sau khi đổi tên thành Shinsengumi, chúng được ứng dụng vào lúc ám sát Itō Kashitarō. Điều một Xa rời luật lệ Samurai, nội dung có phần hơi trừu tượng, được một số nhà nghiên cứu giải thích cho đó là ý kiến cá nhân do Cục trưởng và Phó cục trưởng đưa ra.
Luật này bao gồm năm điều khoản, cấm những điều sau đây: 

一、Xa rời luật lệ Samurai (士道ニ背キ間敷事)

一、Rời bỏ Shinsengumi (局ヲ脱スルヲ不許)

一、Thu lợi riêng bất chính (勝手ニ金策致不可)

一、Tự ý can dự việc tố tụng (勝手ニ訴訟取扱不可)

一、Tự tiện giao chiến cá nhân (私ノ闘争ヲ不許)

Hình phạt cho việc phá luật là tự thực hiện seppuku

Thêm nữa, Shisengumi có những điều luật sau:
1. Nếu chỉ huy của đơn vị bị thương chí tử trong trận đánh, tất cả các thành viên của đơn vị phải chiến đầu và chết trên vị trí.
2. Thậm chí trong trận chiến có thiệt hại nhân mạng lớn, không được phép lấy lại xác của người chết, trừ xác của chỉ huy đơn vị.

Câu đáng chú ý nhất là: "Nếu một thành viên của Shinsengumi giao chiến với một người lạ, dù có phải là nhiệm vụ hay không, nếu anh ta bị thương và không thể giết được kẻ địch, không cho phép anh ta chạy, thậm chí trong trường hợp bị thương ở lưng, cũng vẫn phải mổ bụng tự sát." Hijikata ép họ phải tuyệt đối tuân thủ luật này để làm cho nhóm phản ảnh rõ nét tư tưởng võ sỹ đạo, và tạo ra sự sợ hãi trong nhóm theo đó họ sẽ tuyệt đối chấp hành mệnh lệnh của Hijikata và Kondo. Những điều lệ này là lý do chính tại sao họ lại mạnh và đáng sợ đến vậy, gồm hàng trăm tay kiếm chuyên nghiệp, trung thành vô hạn và giết người không ghê tay. Khá ít thành viên bị ép phải mổ bụng tự sát hay bị giết vì làm gián điệp.
Năm điều khoản được biết đến như trên do học giả Shimozawa Kan giới thiệu trong tác phẩm nổi tiếng của ông là Tân Tuyển tổ thủy mạt ký (Shinsengumi shimatsuki), các nguồn sử liệu cùng thời đều tỏ ý nghi ngờ về tính xác thực của các điều khoản này mà chho đến hiện tại vẫn chưa tìm ra bất kỳ chứng cứ nào đủ sức thuyết phục giới sử học chính thống. Tuy nhiên, trong bài ký sự của tờ Otaru Shinbun căn cứ vào lời ghi chép nội dung của Nagakura Shinpachi vào năm Taisho thứ 2 (1913), cho biết ngoại trừ điều thứ năm Tự tiện giao chiến cá nhân ra thì không có tên gọi Pháp độ trong Cục, cũng không thấy nhắc đến Cấm lệnh và Pháp lệnh. Vì thế, tên gọi của 5 điều luật Pháp độ trong Cục như trên, đặc biệt có không ít người đoán rằng có khả năng Shimozawa Kan đã chuyển thể và pha trộn từ danh xưng Pháp độ trong Quân mà định thành Pháp độ trong Cục.
Đã có 45 thành viên chết trong các cuộc xung đột nội bộ Shinsengumi vào 5 năm trước khi xảy ra trận Toba Fushimi. Phần lớn đều bị ám sát và mổ bụng trong các cuộc thanh trừng và đấu tranh nội bộ, thế nhưng chỉ có sáu người chết trong các trận giao chiến với những chí sĩ đảo Mạc. Đa phần Shinsengumi thường ra tay giết hại những người đồng đội hơn là tiêu diệt kẻ địch thực sự.

### Trị liệu
Matsumoto Jun là ngự điển y (bác sĩ thời Edo) của thủ đầu (tương đương chức chủ tịch) Sở Y học Tây dương Mạc Phủ (hoặc gọi là Bệnh xá Tây dương Mạc Phủ), từng làm việc tại trạm quân y của quân đội Mạc Phủ trong chiến tranh Mậu Thìn. Lúc đầu ông nhận lời mời của Kondō Isami đến tiến hành khám bệnh và điều trị cho các đội viên trong nhóm. Chính nhờ lời khuyên của Matsumoto đã giúp Kondo cải thiện vấn đề vệ sinh ở trụ sở của Shinsengumi. Ngoài việc buộc các đội viên phải dành thời gian để làm vệ sinh toàn bộ trụ sở ra thì Kondo còn tận tình chuẩn bị riêng một phòng bệnh cho Matsumoto đến khám chữa bệnh định kỳ. Bên cạnh đó, một thành viên khác là Yamazaki Susumu cũng học lóm được phương pháp khâu vết thương từ Matsumoto.
Ngoài ra, Matsumoto cũng khuyến khích việc sử dụng đồ ăn dư thừa để nuôi gà và heo, nhằm thúc đẩy việc nuôi heo, ông đã đưa lứa heo con từ Kobe lên trụ sở của Shinsengumi đóng ở chùa Nishi Honganji, nhờ đó mà các loại thực phẩm mới được đưa vào là thịt heo và trứng gà đã giúp cải thiện bữa ăn cho các đội viên. Về sau ông giải nghệ làm bác sĩ ở khu Kiyacho và truyền lại cho đệ tử là Minamibu Seiichi kế nghiệp.

### Chức vụ
Đứng đầu Shinsengumi là Cục trưởng, kế đến là Phó Cục trưởng (có nhiệm vụ trợ lý kiêm cố vấn), dưới thì lập các chức vụ phụ trách gồm Trợ thủ phó cục trưởng, giám sát viên (mật thám), khám định viên (kế toán). Trợ thủ phó cục trưởng là Đội trưởng chỉ huy các đội viên thông thường. Cả nhóm chia thành mười đội, đội ngũ nhân viên trước sau gồm 10 người. Dưới Đội trưởng lập thêm Ngũ trưởng. Biên chế tổ chức của Shinsengumi là chế độ một người khác với các tổ chức thời Edo dựa theo nguyên tắc chế độ số nhiều của chức vụ, tuy bị chỉ trích là chịu ảnh hưởng của quân chế kiểu Tây.

## Ảnh hưởng văn hóa

### Phim
Năm 2003, kịch samurai Nhật Bản, Khi thanh kiếm cuối cùng rời vỏ , tả lại sự chấm dứt của Shinsengumi, tập trung vào các rất nhiều nhân vật lịch sử như Saito Hajime.
Bộ phim năm 1999 Điều cấm kỵ (Gohatto) tả về Shinsengumi một năm sau Sự kiện Ikedaya.
Thanh kiếm hủy diệt (1966) là một bộ phim hư cấu về samurai Tsukue Ryunosuke, người gia nhập Shinsengumi dưới quyền của Serizawa Kamo, và nhận lệnh giết Kondo.
Bộ phim năm 1969 tên gọi Shinsengumi có sự diễn xuất của Toshirō Mifune, nói thoáng qua về sự khởi đầu và sụp đổ của Shinsengumi.

### TV Drama
Năm 2004, đài truyền hình Nhật Bản NHK bắt đầu làm seri kịch truyền hình dài một năm về lịch sử của Shinsengumi, gọi là 新選組! Lưu trữ ngày 26 tháng 11 năm 2015 tại Wayback Machine (Shinsengumi!), được phát sóng vào tối chủ nhật. Các diễn viên bao gồm Kōji Yamamoto, Tatsuya Fujiwara, Joe Odagiri, và Katori Shingo của nhóm nhạc pop thần tượng SMAP. Kịch bản do nhà đạo diễn và biên kịch Nhật Bản, Mitani Koki phụ trách. Rất nhiều seri và cuộc thi đặc biệt miêu tả lịch sử và những sự kiện hư cầu quanh nhóm này.

### Trò chơi điện tử
Trò chơi điện tử năm 2004 Fu-un Shinsengumi (Phong Vân Tân Tuyển Tổ) được hãng Genki phát triển và Konami phát hành dựa trên các sự kiện lịch sử của Shinsengumi.
Trong phiên bản mở rộng của tựa game Total War: Shogun 2 là Fall of the Samurai, Shinsengumi cũng được đưa vào game dưới dạng các đơn vị khi người chơi chọn các thế lực của phe Mạc phủ gồm các phiên Aizu, Nagaoka, Sendai, Jozai và Obama để chiến đấu trên chiến trường.

### Anime và manga
Bộ manga "Rurouni Kenshin" phát hành vào năm 1994 được Nobuhiro Watsuki sáng tác là loạt truyện lịch sử, trong truyện có một thành viên Shinsengumi là Hajime Saito, xuất hiện trong tập 7. Xuyên suốt cốt truyện, Có vài tài liệu tham khảo liên quan đến Shinsengumi.
Vào năm 2003 manga Getsu Mei Sei Ki hoặc Goodbye Shinsengumi được Kenji Morita sáng tác, bộ truyện miêu ta cuộc đời của Hijikata Toushizou.
Bộ manga Kaze Hikaru giới thiệu cốt truyện hư cấu về một thiếu nữ giả trang thành nam nhân và gia nhập Shinsengumi nhằm báo thù cho cha nhưng lại có tình cảm với Okita Soji.
Bộ manga Peacemaker Kurogane do Nanae Chrono sáng tác là truyện lịch sử hư cấu lấy bối cảnh vào cuối thời kỳ Mạc Phủ, truyện kể về một cậu thanh thiếu niên tên Ichimura Tetsunosuke muốn gia nhập vào Shinsengumi.
Loạt manga/anime Gintama cũng có một lực lượng cảnh sát đặc biệt mang tên Shinsengumi, một số tên nhân vật trong truyện gần giống với các thành viên có thật trong Shinsengumi.
Vào năm 2003 manga, Ouran High School Host Club (桜蘭高校ホスト部, Ōran Kōkō Hosuto Kurabu), do Bisco Hatori sáng tác và anime ăn theo, dàn nhân vật chính, trong lễ hội cosplay, đã hoá trang, ăn mặc y như những thành viên Shinsengumi. sự việc này xuất hiện trong tập 8 tankōbon và tập 22 trong anime "Mori-senpai Has an Apprentice Candidate!".
Loạt anime/manga Hakuouki kể về một thiếu nữ, đang tìm kiếm người cha bị thất lạc (một bác sĩ từng làm việc trong Shinsengumi), gia nhập Shinsengumi. Xuyên suốt bộ truyện hư cấu, viễn tưởng, có thêm những yếu tố siêu nhiên và kẻ thù hư cấu, pha trộn những yếu tố này với các sự kiện có thật. Những nhân vật trong Shinsengumi mà cô hợp tác chung với sự phóng tác được tiểu thuyết hóa một số thành viên có thật của Shinsengumi và giữ lại tên thật của họ trong suốt bộ truyện.
Một bộ truyện tranh kỹ thuật số "Okita and the Cat" kể về giai thoại những ngày cuối cùng của Okita Sōji, với Tōdō Heisuke và Hajime Saito xuất hiện trong sự kiện nổi tiếng "Ikeda". Bộ truyện này, được Josh Hechinger và mpMann sáng tác, minh họa, và phát hành cho các thiết bị di động của Apple vào tháng 8 năm 2010 thông qua nhà xuất bản Arrow.